# Lophodermium cephalotaxi
Lophodermium cephalotaxi är en svampart som beskrevs av S.J. Wang, Y.B. Liu & Y.R. Lin 2007. Lophodermium cephalotaxi ingår i släktet Lophodermium och familjen Rhytismataceae.   Inga underarter finns listade i Catalogue of Life.